# Steve Thomas (hockeista su ghiaccio)
Stephen Antony Thomas (Stockport, 15 luglio 1963) è un ex hockeista su ghiaccio canadese che ha giocato come attaccante per venti anni nella National Hockey League per sei diverse franchigie.

## Carriera

### Club
Thomas nacque nella città inglese di Stockport ma crebbe a Markham, nell'Ontario, dove iniziò a giocare ad hockey su ghiaccio. Giocò con i Toronto Marlboros nella OHL, e fu l'ultimo giocatore nella storia dei Marlboros ad essere riuscito a indossare la maglia dei Maple Leafs in NHL. Senza essere stato scelto al Draft nel 1984 entrò nell'organizzazione dei Leafs, giocando anche in American Hockey League con i St. Catharines Saints. Thomas vinse all'esordio il Dudley "Red" Garrett Memorial Award come miglior rookie della lega.
Nelle stagioni successive si affermò conquistando sempre più spazio nel roster di Toronto, arrivando a segnare 35 reti nella stagione 35 1986-87. Al termine di quell'anno passò ai Chicago Blackhawks, squadra con cui rimase fino all'autunno del 1991 quando fu ceduto ai New York Islanders.
Le stagioni migliori per Thomas furono quelle trascorse con la divisa degli Islanders. Nella stagione 1992-93 Thomas raccolse 37 reti e 50 assist per il nuovo massimo in carriera di 87 punti. Nel corso dei playoff a causa dell'infortunio della superstar Pierre Turgeon Thomas e il compagno Ray Ferraro trascinarono i playoff fino alle finali della Prince of Wales Conference. Nella stagione successiva si migliorò ulteriormente arrivando a regnare 42 reti in stagione regolare.
Nel 1995 Steve Thomas firmò un contratto con i New Jersey Devils. Tuttavia il numero di punti ottenuti calò drasticamente, fino ad arrivare a soli 24 punti nella stagione regolare 1997-98. Dal 1998 al 2001 Thomas ritornò a Toronto ricoprendo il ruolo di capitano alternativo, mentre nella stagione 2001-02 firmò nuovamente per i Chicago Blackhawks.
Nella primavera del 2003, dopo aver segnato solo 4 reti in 69 partite con Chicago, Thomas passò ai Mighty Ducks of Anaheim per rinforzare la squadra in vista dei playoff. Nelle 12 gare successive segnò ben 10 reti, mentre nei playoff contribuì con 8 punti alla conquista della finale di Stanley Cup, persa contro i Devils.
I Ducks a causa di problemi di ingaggio con poterono trattenerlo per la stagione successiva, infatti fu messo sotto contratto dai Detroit Red Wings con un contratto annuale. Al termine del lockout nel 2005 provò a cercare un nuovo contratto con i Leafs, tuttavia fu tagliato nel corso del camp estivo.

### Nazionale
Steve Thomas nel corso della propria carriera vestì anche la maglia della nazionale canadese. Disputò quattro edizioni dei campionati mondiali, conquistando due argenti nel 1991 e nel 1996. In totale giocò 29 partite totalizzando 23 punti, frutto di 10 reti e 13 assist.

## Palmarès

### Individuale
- Dudley "Red" Garrett Memorial Award: 1

1984-1985
- AHL First All-Star Team: 1

1984-1985